# 发光强度
发光强度（Luminous intensity），在光度学中简称光强或光度。用于表示光源给定方向上单位立体角内发光强弱程度的物理量，国际单位为燭光，符號：cd，以前又稱烛光、支光。
与通常测量辐射强度或测量能量强度的单位相比较，发光强度的定义考虑人的视觉因素和光学特点，是在人的视觉基础上建立起来的。

## 形成的历史
早年发光强度单位叫做烛光（candle），它是通过一定规格的实物为基准来定义的。最初的基准是标准蜡烛，后来用一定燃料的标准火焰灯以至标准电灯。但所有这些标准具在一般实验室中都不易复制，很难保证其客观性和准确性。
1948年第9届国际计量大会决定用一种绝对黑体辐射器作标准，并给予发光强度以现在的命名：candela（cd，坎德拉）。
1967年第13届国际计量大会上作修正，规定：“坎德拉是在 101325 N/m² 压力（1个标准大气压）下，处于铂凝固温度的黑体的 1/6000000 m² 表面垂直方向上的发光强度”。
随着现代照明技术和电子光学工业的发展，各种新型光源和探测器的出现，要求对各种复杂辐射能进行准确测量。而上述坎德拉的定义是以铂在凝固点下的光谱成分为基点的，要换算到其它光谱成分，还要考虑相应的光度函数，此外上述定义没有明确规定最大光功当量Kmax的值，影响整个光度学和辐射度学之间的换算关系。
1979年第16届国际计量大会通过决议，废除上述定义，规定新定义为：
坎德拉是发出 540 x 1012 Hz 频率的单色辐射源在给定方向上的发光强度，该方向上的辐射强度为 1/683 W/sr。

## 物理表达式
在给定方向上的发光强度的物理表达式为：
{\displaystyle I={\frac {\mathrm {d} \Phi }{\mathrm {d} \Omega }}}
式中：
{\displaystyle {\Phi }}：光通量
{\displaystyle {\Omega }}：立体角
光通量或可见光亮度的計算，可由下述公式计算：
{\displaystyle \Phi =K\cdot \int _{0}^{\infty }{\overline {y}}(\lambda )J(\lambda )d\lambda }
{\displaystyle K}为人眼对于彩色的感知能力，值=683.002 lm/W。K值使光通量的单位与辐射功率的单位得到统一。
{\displaystyle \lambda \,}为波长。
{\displaystyle {\overline {y}}(\lambda )}，也写作{\displaystyle V(\lambda )\,}，为標準光度函数；
{\displaystyle J(\lambda )\,}为光譜分布的功率強度，单位瓦每纳米；
例如，一個燈泡的光通量是1000流明，平均向所有方向發出光，則发光强度是
{\displaystyle I={\frac {1000}{4\pi }}=79.6\,\mathrm {cd} }